# Lambert Mathieu
Pour les articles homonymes, voir Mathieu.
Lambert Joseph Mathieu, né à Bure, section de la commune de Tellin, le 6 mai 1804 et mort à Louvain le 9 juillet 1861, est un peintre belge, connu pour ses peintures d'histoire, ses scènes de genre et ses portraits.
Initialement formé en Belgique par Julien Ducorron, puis à l'Académie royale des beaux-arts d'Anvers. Le séjour qu'il effectue en 1843 et 1844 en Italie marque une évolution notable de la qualité de ses compositions. 
Il expose fréquemment aux salons triennaux belges et ponctuellement aux Pays-Bas. Ses envois lui valent plusieurs récompenses. Lambert Mathieu est directeur de l'Académie des beaux-arts de Louvain de 1834 à sa mort.

## Biographie

### Famille
Lambert Joseph Mathieu, né à Bure, actuelle province de Luxembourg, en Belgique, le 6 mai 1804 est l'aîné des six enfants de Nicolas Mathieu (1773-1852) et d'Anne Catherine Hontoy (1777-1846). Lorsqu'il a cinq ans, sa famille quitte Bure, pour s'établir à quelque trente kilomètres de là, à Champlon, où son père venait d'obtenir le poste de garde forestier.

### Formation
Destiné à succéder un jour à son père, comme garde forestier, Lambert Mathieu est élève à l'école du village. Il marque, dès son plus jeune âge un goût pour le dessin. En mai 1820, alors qu'il a seize ans, le peintre paysagiste Julien Ducorron, aimant reproduire les sites des Ardennes, traverse le village de Champlon. Il y remarque Lambert Mathieu, jeune paysan, qui dessine à l'aide d'un morceau de charbon sur la façade blanche d'une maison rustique. Julien Ducorron propose au jeune homme qui venait de lui confier son souhait de devenir également peintre de se rendre chez le père de Lambert Mathieu. Ce dernier accepte que son fils étudie l'art dans l'atelier du peintre, alors directeur de l'Académie d'Ath. Le lendemain, Lambert Mathieu quitte les siens pour s'établir à Ath, où Julien Ducorron obtient de l'État une subvention annuelle de 200 florins pour le nouvel étudiant qui effectue également une partie de ses humanités au collège de la ville. Après avoir appris le dessin, le jeune homme commence à peindre et réalise d'abord des paysages. Cependant, Ducorron l'estime trop doué pour se restreindre à ce genre, alors considéré comme mineur, et incite son élève à se consacrer désormais à la « grande peinture ». 
En 1823, Lambert Mathieu commence ses études à l'Académie royale des beaux-arts d'Anvers, alors dirigée par Guillaume Herreyns. Il a pour professeur Mathieu-Ignace Van Brée. Son condisciple Antoine Wiertz devient son meilleur ami. Élève studieux, Mathieu réalise des progrès rapides qui lui valent, en 1824, le prix destiné à la classe des têtes ombrées d'après l'antique et son admission dans la classe de peinture. Il y réalise ses premières compositions d'histoires exécutées d'après les principes de Van Brée. En 1827, il est désigné, à l'unanimité du jury, lauréat du concours de dessin d'après le modèle vivant pour lequel quinze étudiants se disputaient la palme. Un plus tard, il envoie à Amsterdam sa première toile : Sappho inspirée par l'amour à l'Exposition des maîtres vivants de 1828.
Le gouvernement des Pays-Bas unis poursuit le versement de son subside afin qu'il puisse fréquenter, durant six mois, les musées parisiens. Il part pour la France le 12 avril 1830 et mène à Paris une vie retirée consacrée à l'étude des œuvres de Rubens et du Titien. Il rédige de nombreuses notices et des dissertations grâce à son talent littéraire. Lambert Mathieu donne également des cours de dessin et de peinture tout en exécutant quelques portraits. Lorsqu'éclate la Révolution de juillet, il se retrouve démuni et rejoint des volontaires belges habitant à Paris, afin de participer à Bruxelles aux luttes contre le gouvernement des Pays-Bas. Cependant, sur les conseils de Ducorron et de Van Brée, il retourne à Paris, où il tombe malade. Quelques mécènes français l'aident à surmonter ces mois difficiles. En été 1831, il donne de nouveau des cours et développe son talent pour le portrait. La même année, il envoie au Salon d'Anvers un portrait de boudoir : Paul et Virginie. En 1832, il se rend à Compiègne afin d'assister à la bénédiction nuptiale des noces du roi des Belges Léopold Ier avec la reine Louise, espérant, en vain, que le gouvernement belge lui commandera un tableau pour lequel il avait déjà réalisé plusieurs esquisses.

### Carrière

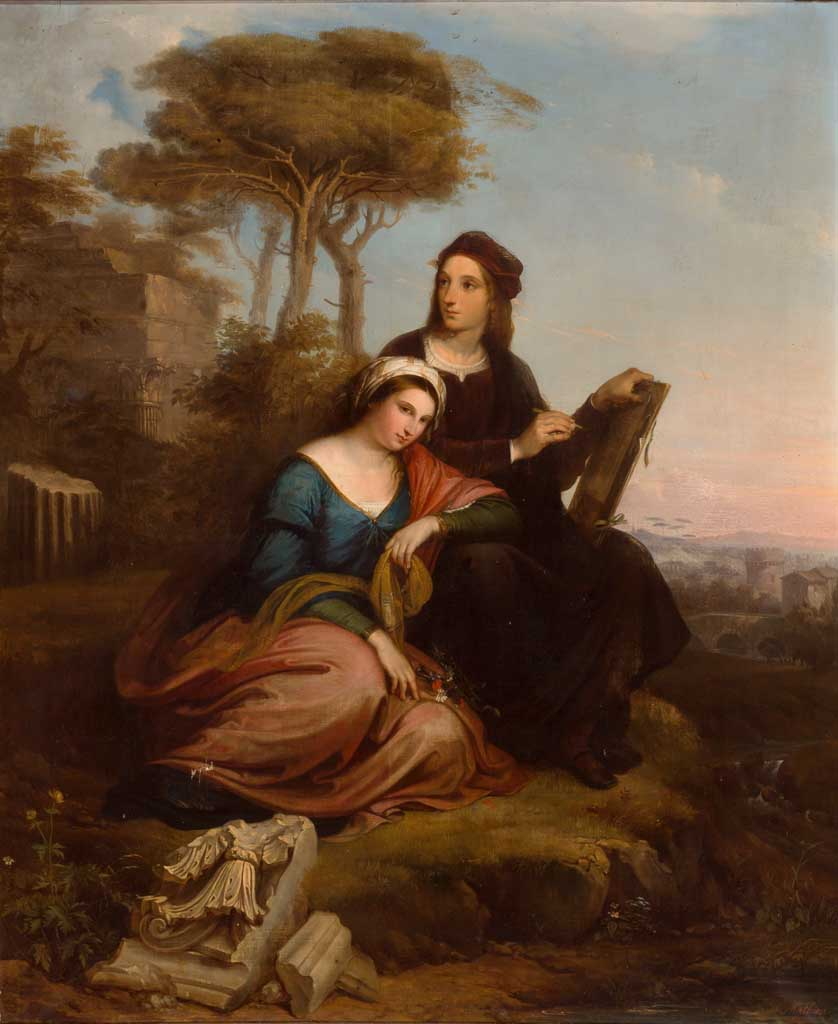
Raphaêl et la Fornarina (1840).

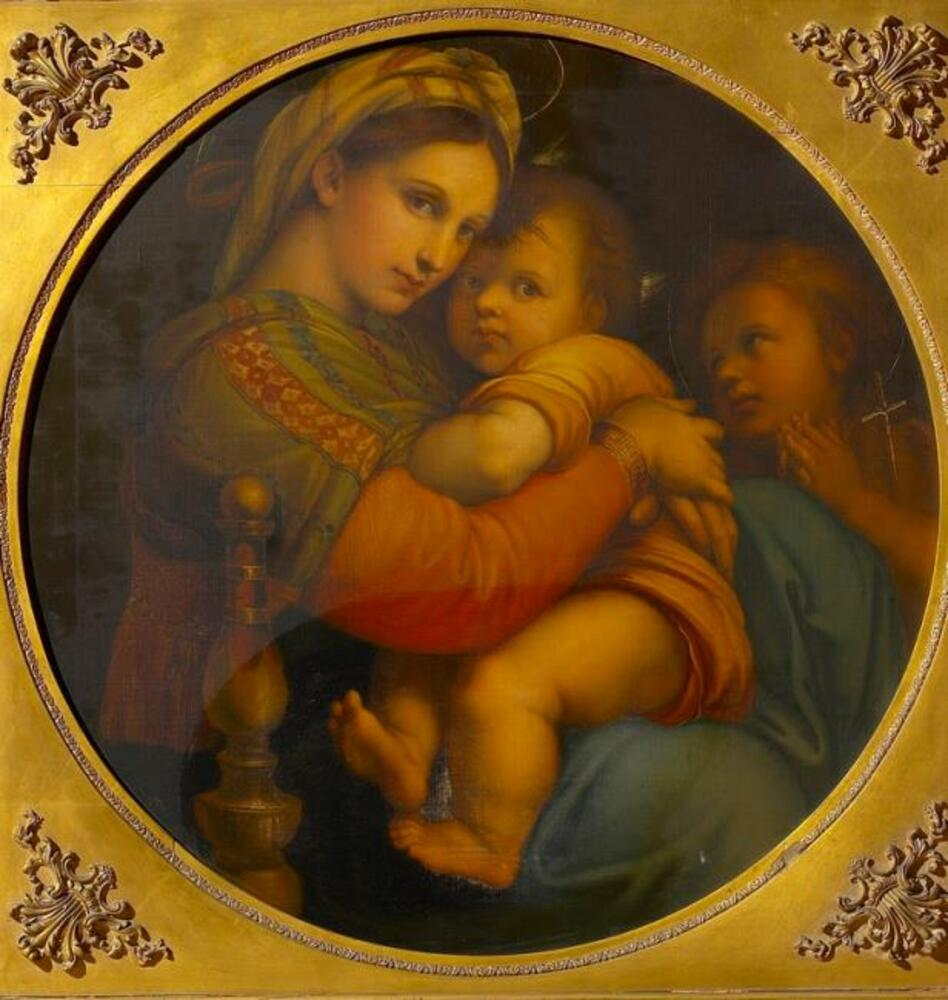
Vierge à l'enfant(1843-1844) au Musée M, Louvain.

En 1833, Lambert Mathieu s'établit à Anvers. Il y peint une Scène du déluge acquise par le gouvernement pour le musée de Bruxelles. Il participe ensuite aux divers salons triennaux belges et, ponctuellement, aux Expositions des maîtres vivants aux Pays-Bas. Le 21 novembre 1834, il est nommé directeur de l'Académie des beaux-arts de Louvain. Il y enseigne la peinture, le dessin d'après nature et d'après le plâtre moulé sur l'antique, l'anatomie pittoresque, la perspective et la composition d'histoire.
Désireux de découvrir l'Italie, il s'y rend à partir d'octobre 1843. Il visite Gênes, Florence, où il réalise une copie de La Madone à la chaise de Raphäel avant de gagner Rome, où il arrive en janvier 1844. Il y travaille d'après le modèle vivant et copie plusieurs toiles anciennes. Trois mois plus tard, Lambert Mathieu séjourne à Naples, copie à la mine de plomb, la tête de la vierge de La Sainte Famille, avant de retourner à Rome, où il est reçu en audience par le pape Grégoire XVI. Il prend ensuite la route pour Venise, ville qui le fascine. Il regagne la Belgique, en s'arrêtant longuement à Munich et à Dresde en août et septembre 1844. Le 7 octobre 1844, le peintre arrive à Louvain. 
Au Salon de Bruxelles de 1845, où il expose notamment Le Calvaire, il reçoit une médaille d'or. À l'issue du Salon de Bruxelles de 1848, où il expose également trois compositions religieuses, Tentation d'Ève, Tentation de la Madeleine et La Couronne d'épines, il est élevé au rang de chevalier de l'ordre de Léopold par le roi.
En 1852, sa santé décline et ne lui permet pas de réaliser l'œuvre majeure qu'il devait intituler Les Misères du monde, un projet trop ambitieux, composé de nombreuses figures, pour l'homme que le sommeil a abandonné. Il compose en 1857 Le Christ succombant sous la croix, son dernier tableau historique, mais la main de l'artiste n'a plus la fermeté de jadis et il ne voit plus le fini de l'exécution. Le 2 février 1860, ses élèves lui offrent une fête artistique afin de célébrer ses 25 ans en qualité de directeur de l'Académie de Louvain. Peu après, il subit des crises d'épilepsie qui le contraignent à vivre isolé chez lui. Le 16 janvier 1861, son déclin cognitif l'oblige à entrer à l'hospice des Alexiens à Louvain. De nouvelles crises d'épilepsie se manifestent avant sa mort le 9 juillet 1861, à l'âge de 57 ans. Ses funérailles ont lieu deux jours plus tard, en présence des autorités de la ville et de nombreux artistes comme Guillaume Geefs ou Alexandre Thomas,.

## Œuvre

### Réception critique

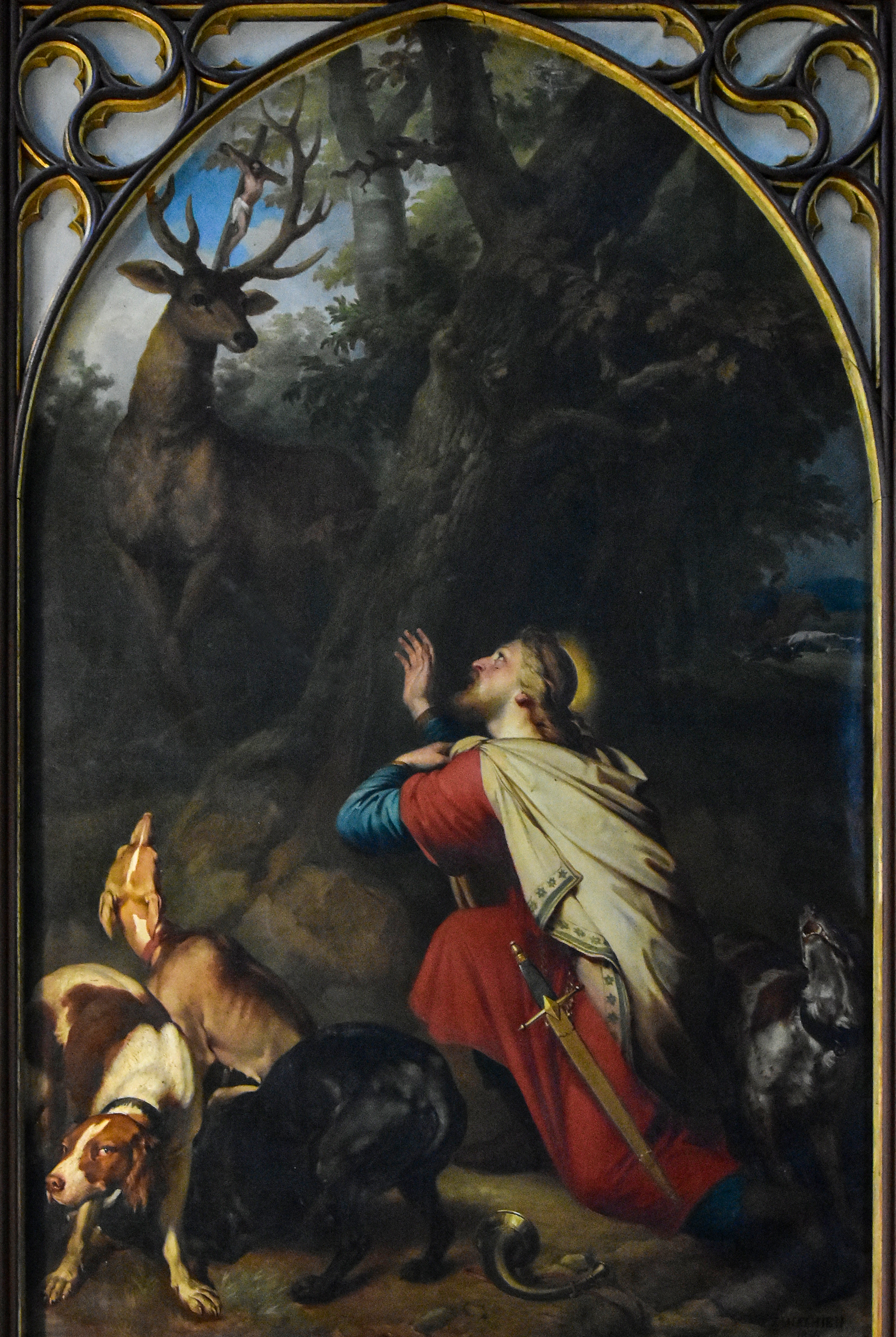
La Conversion de Saint-Hubert (1846), Basilique Saint-Hubert de Saint-Hubert.

Lorsque Lambert Mathieu expose au Salon de Bruxelles de 1848, l'historien de l'art Adolphe Siret rappelle que sa carrière a été une lutte incessante et que la critique lui a reproché tant des aspects de fond que de forme. En revanche Le Christ au tombeau qu'il présente au salon est un triomphe qui le place à la hauteur des peintres belges de religion. Sa peinture est éminemment italienne et évoque l'époque où l'art religieux avait de fermes croyants. Mathieu fait un retour vers ces temps de conviction. Sa Couronne d'épines renferme aussi de sévères beautés se rapprochant de la manière italienne.
Le critique de L'Émancipation partage l'opinion favorable d'Adolphe Siret en écrivant que les progrès de Mathieu sont immenses depuis son séjour en Italie. En gardant les qualités de coloriste qu'il possédait, il a épuré son goût d'une façon prodigieuse. Le Christ au tombeau est un tableau qui impressionne, d'un sentiment très élevé, une des œuvres les plus estimables que l'on puisse compter dans le genre religieux.

### Collaborations
Lambert Mathieu collabore parfois avec d'autres artistes peintres. Il réalise notamment des figures pour les paysages que son ancien maître Julien Ducorron expose au Salon de Bruxelles de 1836, de même qu'il étoffe les paysages du peintre athois dans les quatre toiles ornant l'Église Saint-Julien d'Ath ou encore le fond des paysages des œuvres d'Adèle Evrard exposées au Salon de Gand de 1838.

### Expositions

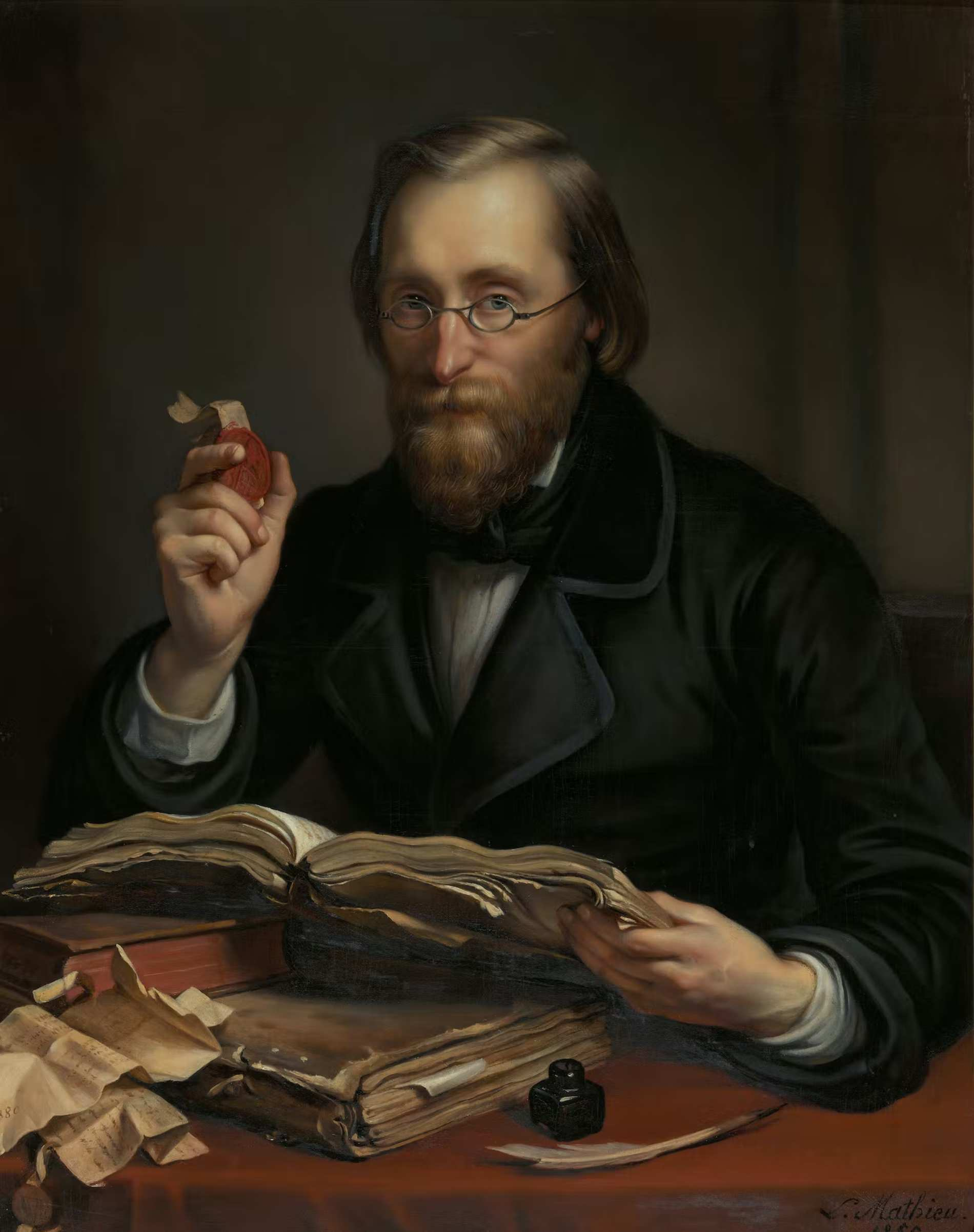
Portrait d'Edward Van Even (1855) Musée M.

#### Expositions belges
- Salon d'Anvers de 1831 : Paul et Virginie[16].
- Salon de Bruxelles de 1833 : Scène du déluge[17].
- Salon d'Anvers de 1834 : Philippe le Bon décorant sa maîtresse du collier de la Toison d'or, L'Ermite en prière, Portait de M. Félix Bogaert et Portrait d'une dame[18].
- Salon de Bruxelles de 1836 : Marie de Bourgogne tombant de cheval à la chasse, Le Christ en croix, Stella Matutina ou madone et Portait d'une dame et ses deux enfants (médaille de bronze)[15].
- Salon d'Anvers de 1837 : Isabelle de Croye servant à déjeuner à Louis XI et à Quentin Durward[19].
- Salon de Gand (XVII) de 1838 : Chasse au faucon et Une chatelaine caressant un faucon[20].
- Salon de Bruxelles de 1839 : L'Éducation de la Sainte Vierge et L'Assomption de la Sainte Vierge, destinées à l'église Saint-Julien d'Ath[21].
- Salon d'Anvers de 1840 : Raphaël et la Fornarina, Portrait d'homme et Étude de femme espagnole[22].
- Salon de Bruxelles de 1842 : Jésus ressuscite la fille de Jaïre, Jacob et Rachel, Madone avec l'enfant Jésus (appartient au roi des belges) et Portrait[23].
- Salon d'Anvers de 1843 : Une sainte famille[24].
- Salon de Gand (XIX) de 1844 : La Sainte Famille[25].
- Salon de Bruxelles de 1845 : Le Calvaire (médaille d'or), Sainte Famille, Raphaël et la Fornarina et Jeune femme romaine[26].
- Salon d'Anvers de 1846 : La Sainte Famille, Une Liseuse et Jeune fille vénitienne à son balcon[27].
- Salon de Bruxelles de 1848 : Le Christ au tombeau, Tentation de la Madeleine, La Couronne d'épines, Le Bouquet, souvenir de Venise et Portrait[28].
- Salon d'Anvers de 1849 : Le Christ au tombeau et deux portraits[29].
- Salon de Bruxelles de 1851 : Sainte Cécile, Tentation de Saint Antoine, Portrait de M.J. Fallon, ancien président du conseil de la chambre des représentants et Portrait'[30].
- Salon d'Anvers de 1852 : Le Christ succombant sous la croix (destiné à l'église Saint-André d'Anvers), Madone avec l'enfant Jésus, Sainte Cécile, Tentation de la Madeleine et Portrait[31].
- Salon de Bruxelles de 1854 : Aux pieds du crucifix, Madone avec l'enfant Jésus et Portrait[32].
- Salon d'Anvers de 1855 : Au pied du crucifix[33].
- Salon de Bruxelles de 1857 : Portraits de M. le baron et de Mme la baronne de *** et de leurs enfants[34].

#### Expositions aux Pays-Bas
- Exposition des maîtres vivants de 1828, Amsterdam : Sappho inspirée par l'amour[35].
- Exposition des maîtres vivants de 1846, Amsterdam : Raphaêl et La Fornarina[36].
- Exposition des maîtres vivants de 1846, Rotterdam : Une jeune fille italienne lisant[37].
- Exposition des maîtres vivants de 1849, La Haye : Une Sainte-Famille et Une jeune fille avec un bouquet de fleurs[38].

#### Exposition en Allemagne
- Salon des beaux-arts de Cologne de 1847 : Raphaêl et la Fornarina[39].

### Collections muséales
- Musées royaux des Beaux-Arts de Belgique (Bruxelles) : 
  - Le Christ au tombeau (1848), huile sur toile, inventaire no 1370, format 306 × 393 cm, acquis de l'artiste en 1848[40].
  - Marie de Bourgogne tombant de cheval à la chasse (1838), huile sur toile, inventaire no 133, format 365 × 490 cm, acquis en 1838[41].
- Musée M, Louvain : Edward Van Even (1855), huile sur toile, inventaire no S/25/M, format 100 × 80 cm, don de Victor Demunter en 1918[42].

### Édifices religieux
- Église Saint-Julien d'Ath : L'Éducation de la Sainte Vierge et L'Assomption de la Sainte Vierge (1839), ainsi que quatre autres toiles réalisées avant 1840 : L'Adoration des bergers, Le Christ au tombeau, Le Denier de César et L'Assomption de la Vierge[21].
- Basilique Saint-Hubert de Saint-Hubert : La Conversion de Saint-Hubert (1846)[43].
- Église Saint-André d'Anvers : Le Christ succombant sous la croix (1852)[31].

## Honneur
- Chevalier de l'ordre de Léopold (24 septembre 1848)[9].